# Bianchi Visconteo
Pour les articles homonymes, voir Bianchi.
Le Bianchi Visconteo est un camion produit par le constructeur italien Bianchi SpA entre 1952 et 1959. À partir de la seconde série, en 1955, il prendra le nom Autobianchi Visconteo.
La conception de ce véhicule est de la société milanaise « Cabi Cattaneo », qui en cédera le brevet à Bianchi SpA pour la production en série. Quand la société Bianchi deviendra Autobianchi en 1955, la production du modèle se poursuivit sous cette nouvelle marque. Ce modèle assurera la transition et sera le dernier modèle de la marque Bianchi et le premier à porter la nouvelle marque Autobianchi.
Équipé des mêmes mécaniques que l'OM Leoncino, il connaîtra deux séries très différentes dans leur cabine. La première sera relativement simple avec des lignes très rondes, le seconde plus carrée.
Comme le décrivait la publicité de l'époque, ce camion était un véhicule léger, puissant et économique. Il possédait notamment le gros avantage de disposer d'une carrosserie très soignée, d'un châssis robuste et d'une mécanique très fiable avec une consommation réduite. Il connut un succès commercial en Italie grâce à sa grande polyvalence.

## Les différentes séries
Comme pour beaucoup de véhicules de cette époque, et notamment les marques dont les productions ont été abandonnées comme Bianchi et Autobianchi, la documentation est très difficile à retrouver. Toute information fiable complémentaire est donc la bienvenue.

### 1resérie
Le Bianchi Visconteo a été lancé en 1952 sous la marque Bianchi. La première série disposait d'une cabine aux formes très rondes, comme le voulait la mode de l'époque, et qui rappelait celle du Bianchi Sforzesco seconde série ou du Bianchi Fiumaro.
Le châssis reprenait celui du Sforzesco, très robuste, tandis que le moteur était le même que celui utilisé sur l'OM Leoncino, (ndr :  OM était une filiale de Fiat V.I.). Ce moteur diesel était un OM type COD 4 cylindres de 3 770 cm3 développant 54 ch à 2 100 tr/min. La boîte de vitesses mécanique disposait de 4 vitesses plus réducteur soit 8+2 rapports.

### 2esérie
La seconde série date de 1954 et offrait la même chaîne cinématique que le modèle précédent mais disposait d'une nouvelle cabine, aux lignes plus carrées. La charge utile était de 2,5 tonnes pour un poids total en charge (PTC) de 5,3 tonnes.
En 1955, lorsque la société Bianchi, à la suite de sa reprise par Fiat et Pirelli, devint Autobianchi, l'ancien logo ne figurait plus que sur la trappe du bouchon du radiateur. Le nom Autobianchi figurait dans son intégralité et en majuscules ; ce n'est que plus tard que le nom fut remplacé par le logo Autobianchi.
Cette même année, le nouveau modèle Autobianchi Visconteo verra sa mécanique légèrement modifiée avec un nouveau moteur dont l'alésage passera de 100 à 105 mm ce qui lui procurera une cylindrée de 4 156 cm3 et une puissance de 60 ch à 2 000 tr/min. La charge utile passera à 3,2 tonnes pour un PTC de 6 tonnes. En fait, l'Autobianchi Visconteo avait hérité de la même évolution moteur que l'OM Leoncino.
En 1956, la puissance du moteur passera de 60 à 61 ch.
En 1958, Autobianchi présenta le « Nuovo Visconteo » aussi appelé « Visconteo A25 », avec des jantes trilex et une cabine plus haute. La charge utile descendra à 2,5 tonnes pour un PTC de 5,5 tonnes. Le moteur était le même que celui de la série précédente de 61 ch.
La production du Visconteo se terminera en 1959, il sera remplacé par l'Autobianchi Estense et l'Autobianchi Scaligero.